# Querelle des universaux (Magritte)
Pour les articles homonymes, voir Universaux.
Querelle des universaux est un tableau peint par René Magritte en 1928. Cette huile sur toile surréaliste représente une étoile à cinq branches entourée des quatre mots « canon », « miroir », « feuillage » et « cheval ». Elle fait partie des « peintures-mots » qui datent de la période 1927 à 1930. Elle est conservée au musée national d'Art moderne, à Paris.